# Донецкий (Тарасовский район)
Доне́цкий — хутор в Тарасовском районе Ростовской области.
Входит в состав Красновского сельского поселения.

## Население
| 2010 |
| ---- |
| 73   |

## Улицы
На хуторе имеются две улицы — Садовая и Степная.